# Meyer Levy

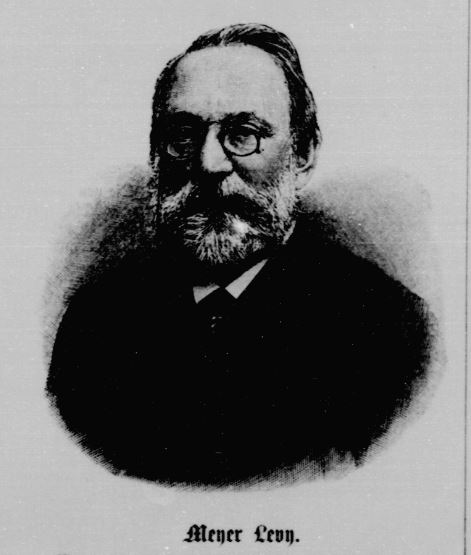
Meyer Levy

Meyer Levy (* 17. Januar 1833 in Wollstein; † 18. Oktober 1896 in Berlin) war ein deutscher Rechtswissenschaftler, Rechtsanwalt und Notar.

## Leben
Meyer Levy stammte aus einem jüdischen Elternhaus. Nach dem Studium der Rechtswissenschaften wurde er zunächst als Assessor in Berlin in den preußischen Justizdienst übernommen und später zum Rechtsanwalt in Fraustadt ernannt. Hier verfasste er seine ersten rechtswissenschaftlichen Schriften, hielt aber auch juristische Vorträge. Zu seinen frühen Werken gehörte das 1867 erschienene Der Staat und die Juden im Norddeutschen Bunde. Ein Mahnruf an das Norddeutsche Parlament und Die Zweite Instanz in Bürgerlichen Rechtsstreitigkeiten, das 1871 veröffentlicht wurde.
1872 kehrte Levy als Rechtsanwalt und Notar am Stadtgericht nach Berlin zurück. Als solcher arbeitete er schon kurze Zeit später beim Landgericht und zuletzt am Kammergericht. Hier gehörte er zu den am meisten beschäftigen und einflussreichsten Anwälten. Zusammen mit seinem Anwaltskollegen Gustav von Wilmowski schrieb und kommentierte er zahlreiche juristische Werke, so unter anderem die Civilprozessordnung und Gerichtsverfassungsgesetz für das Deutsche Reich, das 1877 und 1878 erstmals in zwei Bänden erschien und bereits 1892 in sechster Auflage gedruckt wurde. 1880 veröffentlichten beide Zur praktischen Anwendung der Deutschen Zivilprozessordnung und 1884 die Handausgabe der Civilprozessordnung. Auf dem Deutschen Juristentag hielt er ein vielbeachtetes Referat über Das bürgerliche Gesetzbuch für das Deutsche Reich, das 1895 in zweiter Auflage erschien.
Levy war Vorsitzender des Berliner Anwaltvereins, Mitglied der Anwaltskammer seines Kammergerichtsbezirkes und gehörte der ständigen Deputation des Deutschen Juristentages an. Für seine Verdienste erhielt er den Titel eines königlich preußischen Justizrates. Meyer Levy wurde am Morgen des 18. Oktober 1896 in Berlin das Opfer eines Raubüberfalls. Er starb an den Folgen der Stichverletzungen.

## Veröffentlichungen (Auswahl)

### Autor
- Der Staat und die Juden im Norddeutschen Bunde. Ein Mahnruf an das Norddeutsche Parlament. Lissa 1867.
- Die zweite Instanz in bürgerlichen Rechtsstreitigkeiten. Zur Vertheidigung des im preussischen Justiz-Ministerium bearbeiteten Entwurfs einer deutschen Civilprocess-Ordnung. Berlin 1871.
- Ausführungs- und Übergangsgesetze zur Reichs-Civilprozeßordnung. Berlin 1880.
- Das Bürgerliche Gesetzbuch für das Deutsche Reich. Berlin 1895.

### Herausgeber und Bearbeiter
- Civilprozeßordnung und Gerichtsverfassungsgesetz für das deutsche Reich nebst den Einführungsgesetzen. Mit Kommentar in Anmerkungen. mit Gustav von Wilmowski, 2 Bände, Berlin 1878.
- Handausgabe der Civilprozessordnung und des Gerichtsverfassungsgesetzes für das Deutsche Reich auf der Grundlage ihres Kommentars. mit Gustav von Wilmowski, Berlin 1884.